# Литъл Джо 5

## Цели
Мисията Литъл Джо 5 (LJ-5) (на английски: Little Joe 5) е безпилотен полет по суборбитална траектория. Целта на пуска на ракетата Литъл Джо I е за проверка работата на системите на кораба и системата за аварийно спасяване (САС) при аварийно прекратяване полета, създавайки възможно най-неблагоприятните условия.

## Полетът
Литъл Джо 5 е изстрелян на 8 ноември 1960 г. 16 секунди след това двигателите на САС се задействат преждевременно. Капсулата не успява да се отдели от ракетата-носител и заедно се разбиват при удара във водите на Атлантическия океан. Част от отломките са извадени за анализиране причините за неуспеха на полета.
Той продължава 2 минути и 22 секунди, достига височина 16,3 км и скорост 2873 км/ч. Всички поставени задачи са изпълнени. Капсулата се приземява на 22,5 км от стартовата площадка. Максималното ускорение е 58,8 м/сек2 (G = 6,0).